# Biguanidă
Biguanida este un compus organic cu formula chimică HN(C(NH)NH2)2. Este un solid incolor care se dizolvă în apă, formând o soluție bazică ce hidrolizează lent la amoniac și uree.

## Utilizări

### Antidiabetice orale
În farmacologie, termenul de biguanide se referă la o clasă de medicamente care sunt utilizate ca antidiabetice orale, cu scopul de reducere a hiperglicemiei în diabet zaharat.
Exemple de biguanide sunt:
- Metformină - frecvent utilizat în diabetul zaharat de tipul 2
- Fenformină - retras din majoritatea statelor
- Buformină - retras din majoritatea statelor datorită toxicității

Structurile chimice ale biguanidelor antidiabetice
Metformină, o dimetilbiguanidină asimetrică
Buformină, un derivat butilic
Fenformină, un derivat cu nucleu fenil

### Antimalarice
Unele biguanide sunt antimalarice, precum este de exemplu proguanilul.

### Dezinfectante
De exemplu, clorhexidina.